# Alchemilla obscura
Alchemilla obscura é uma espécie de rosácea do gênero Alchemilla, pertencente à família Rosaceae.